# Khatazakane
Khatazakane (en àrab خط أزكان, Ḫaṭṭ Azakān; en amazic ⵅⴰⵟⵟ ⴰⵣⴰⴽⴰⵏ) és una comuna rural de la província de Safi, a la regió de Marràqueix-Safi, al Marroc. Segons el cens de 2014 tenia una població total de 16.014 persones.